# CQ – Cologne Contemporary Ukulele Ensemble

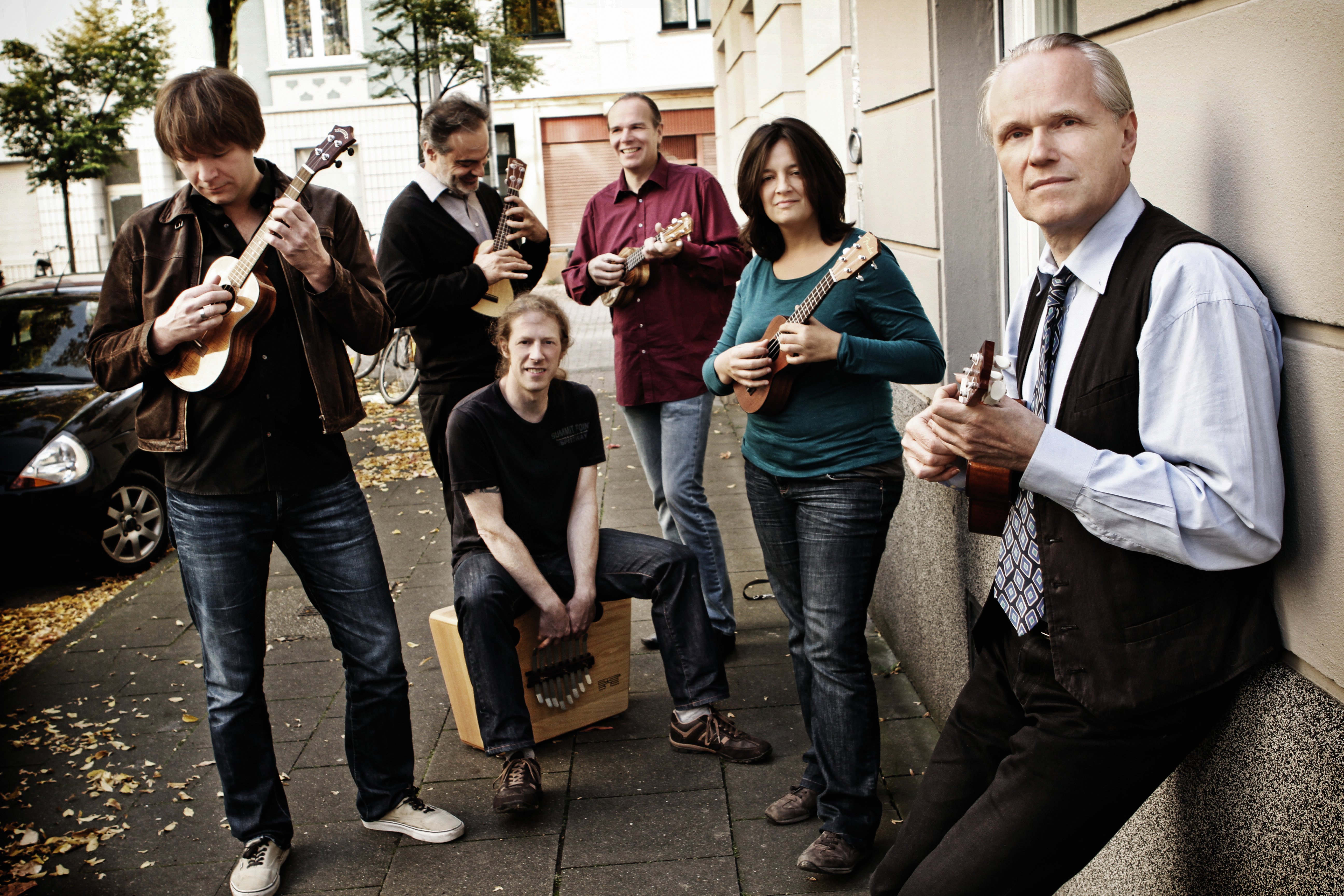
CQ – Cologne Contemporary Ukulele Ensemble (2013)

Das CQ – Cologne Contemporary Ukulele Ensemble wurde 2013 in Köln von dem Komponisten Albrecht Zummach gegründet. Es ist eines der wenigen Ukulele-Ensembles in Deutschland, das sich Neuer Musik widmet.

## Geschichte
Nachdem die Ukulele seit Ende der 1990er Jahre zunehmend in Deutschland populär wurde, befasste sich der Kölner Komponist Albrecht Zummach mit den spieltechnischen Möglichkeiten des gitarrenähnlichen Zupfinstruments und gründete schließlich 2013 zusammen mit fünf Gleichgesinnten ein Ukulele-Ensemble für Zeitgenössische Musik (engl. contemporary music), das so benannte CQ – Cologne Contemporary Ukulele Ensemble. „C“ steht für Cologne, die englische Bezeichnung der Stadt Köln, während „Q“ die nachfolgenden Anfangsbuchstaben „CUE“ phonetisch zusammenfasst.
Sein Debütkonzert gab das Ensemble im November 2013 in Kolumba, dem Kunstmuseum des Erzbistums Köln, mit der Uraufführung von Zummachs Werk Q’s für 5 Ukulelen & Bass-Kalimba. Vergleichbar mit dem Namen des Ensembles entspricht der Titel Q’s dem phonetischen Klang des englischen Plurals „cues“ (deutsch ‚Einsätze‘, ‚Stichwörter‘, ‚Auslösereize‘) und deutet den Aufbau des Stücks an: Fünf im Raum verteilte Ukulelen „senden sich […] ähnlich wie Stichwörter in einer Theaterszene“ Motive zu, wobei die Bass-Kalimba „als prägnanter Impulsgeber fungiert“. Die ausverkaufte Premiere des Ensembles fand Zustimmung bei Publikum und Kritik; unter anderem konstatierte Rainer Nonnenmann, Mitherausgeber der Fachzeitschrift MusikTexte, in seiner Rezension im Kölner Stadt-Anzeiger ein „zauberhaftes Raumklang-Erlebnis […] zur Begeisterung des Publikums“ und der Musikkritiker Egbert Hiller würdigte im Musikjournal des Deutschlandfunks das neu gegründete Ukulele-Ensemble und dessen Premiere-Werk u. a. wie folgt:

„Der Klang der Ukulele erschien in überraschenden Kontexten, ohne dass ihre Herkunft als Instrument der Unterhaltungsmusik verleugnet wurde. Und dieser Ansatz ist typisch für den Kölner Komponisten Albrecht Zummach, der sich in seinem Schaffen immer wieder traditionellem oder volksmusikalischem Repertoire widmet und ihm auf dem Seziertisch seines zeitgenössischen Zugriffs neue Perspektiven entlockt. In ‚Q’s‘ lotete er, ganz ohne elektronische Klangverfremdung das Potenzial der Ukulele bis in Extreme aus: von bizarren Klangflächen über traumverlorene Sphären bis zu glockenartigen Klängen. Das kleine Instrument zog mit ungewöhnlichen Tönen das Publikum in den Bann.“

Nach eigenen Angaben des Ensembles sind „ideale Aufführungsorte für diese Komposition“ die weitläufigen und verschachtelten Räume von Museen und Kunsthallen, bei denen das Publikum mittendrin sitze und angeregt werde, „die Ohren in alle Richtungen zu spitzen“. Der Premiere folgten mehrere Konzerte in Nordrhein-Westfalen (NRW), wie unter anderem im Mai 2014 in der Klangbrücke in Aachen. Zudem ging das Ensemble 2015 auf eine vom Landesmusikrat und der Kunststiftung NRW geförderten „NRW-Museumstour“ mit Gastspielen im Kunsthaus Nordrhein-Westfalen Kornelimünster in Aachen, erneut im Kolumba in Köln und in der Kunsthalle Bielefeld.
2016 setzte das Ensemble die Reihe seiner Museumskonzerte in Nordrhein-Westfalen fort und gab Gastspiele im Museum Schloss Moyland bei Bedburg-Hau, im Zentrum für Internationale Lichtkunst in Unna und im Märkischen Museum in Witten. Die Konzerte wurden wieder vom Landesmusikrat und der Kunststiftung NRW gefördert.

## Besetzung
- Ukulele: José Fernández Bardesio, Peter Mohr, David Plate, Karin de Miguel Wessendorf, Albrecht Zummach
- Bass-Kalimba: Fabian Berghofer
- Komposition und Leitung: Albrecht Zummach

## Radio
- Deutschlandfunk: Beitrag über das „neu gegründete ‚Cologne Contemporary Ukulele Ensemble‘“ in der Sendereihe Musikjournal vom 17. Dezember 2013 (ab 22:05 Uhr)[5]